# Autostrada A67 (Holandia)
Autostrada A67 (nl. Rijksweg 67) - autostrada w Holandii przecinająca kraj na osi wschód-zachód, o długości 75 km. Kontynuując bieg belgijskiej autostrady A21 z kierunku Turnhout przez południowo-zachodnią część kraju do granicy niemieckiej, gdzie przechodzi w autostradę A40 w kierunku Dortmundu.

## Trasy europejskie
Na całej długości autostrada A67 jest częścią trasy europejskiej E34.